# Crassula umbraticola
Crassula umbraticola är en fetbladsväxtart som beskrevs av Nicholas Edward Brown. Crassula umbraticola ingår i släktet krassulor, och familjen fetbladsväxter. Inga underarter finns listade i Catalogue of Life.